# Vélodrome de Saint-Quentin-en-Yvelines
Vélodrome de Saint-Quentin-en-Yvelines – tor kolarski w Montigny-le-Bretonneux, w departamencie Yvelines otwarty 13 stycznia 2014 roku. W obiekcie siedzibę główną ma Francuska Federacja Kolarska.
Pomysł budowy welodromu pojawił się w 2008 roku podczas starań Paryża o organizację Letniech Igrzysk Olimpijskich 2012. Koszt budowy wyniósł 74 miliony euro, z czego 53 miliony zostały sfinansowane ze środków publicznych (państwo, region Île-de-France, departmaent Yvelines oraz miasto), a pozostała kwota przez grupę Vélopolis.
Obiekt dysponuje torem kolarskim o długości 250 metrów i szerokości 8 metrów, powierzchnią 3000 m² w centrum toru oraz trybunami mieszczącymi 5000 osób. Tor wykonany jest z sosny syberyjskiej, a jego projektantem był Ralph Schürmann. Obok obiektu wybudowano kryty stadion BMX.
Na torze odbyły się Mistrzostwa Świata w Kolarstwie Torowym 2015 i 2022 oraz Mistrzostwa Europy w Kolarstwie Torowym 2016. Podczas Letnich Igrzysk Olimpijskich 2024 w budynku odbędą się zawody kolarstwa torowego oraz kolarstwa BMX.